# Ким Ен Сун
Ким Ен Сун, русский вариант имени — Лидия Петровна Ким (16 июня 1926 года, д. Доронбоу, Суйфунский район, Приморский край, РСФСР, СССР —15 января 2009 года, Новосибирск, Россия) — колхозница, Герой Социалистического Труда (1948).

## Биография
Родилась 16 июня 1926 года в деревне Доронбоу Суйфунского района Приморского края. После депортации корейцев с Дальнего Востока была на спецпоселении в Талды-Курганской области Казахской ССР, где закончила неполную среднюю школу. С 1942 года работала в сельскохозяйственной артели имени Ворошилова Каратальского района Талды-Курганской области. C 1943 года была звеньевой полеводческой бригады.
В 1945 году руководимое Ким Ен Сун звено собрало 30 центнеров риса с одного гектара, за что она была удостоена медали «За доблестный труд в Великой Отечественной войны 1941—1945 гг».
В 1947 году руководила свекловодческим звеном. В этот год звено собрало 4,5 тысячи центнеров сахарной свеклы с 10 гектаров.
В конце своей жизни проживала в Новосибирске, где скончалась 15 января 2009 года. Похоронена на Южном кладбище Новосибирска.

## Награды
- Медаль «За доблестный труд в Великой Отечественной войне 1941—1945 гг.» (1945);
- Герой Социалистического Труда — Указом Президиума Верховного Совета от 28 марта 1948 года.

## Источник
- Герои Социалистического труда по полеводству Казахской ССР. — Алма-Ата, 1950. — 412 с.